# Boche

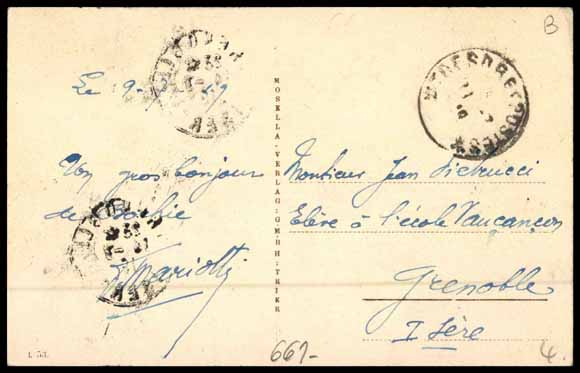
Carte postale en franchise militaire de 1919 Un gros bonjour de Bochie (Allemagne).

Boche est un terme péjoratif pour désigner un soldat allemand ou une personne d'origine allemande, mot qui a été utilisé pendant la guerre franco-prussienne de 1870 puis plus largement par les Français, les Belges et les Luxembourgeois de la Première Guerre mondiale jusque bien après la Seconde Guerre mondiale. Son usage, devenu rare et plutôt familier, peut être considéré comme injurieux, en dehors d'un contexte historique.

## Origine
Le mot « Boches » est une aphérèse de Alboche qui serait formé de « al » pour Allemand et de « -boche », une suffixation argotique venue peut-être de bosse, « tête » (occitan caboça), que l’on retrouve dans caboche (cap, « tête »), Rigolboche, Alboche (Allemand), Italboche, et des expressions comme « Au truc, si l'Alboche est paquet » (1860)), qui signifie « Au jeu, si l'Allemand est grossier », ou « Têtes de Boche », utilisée en Lorraine et en Alsace et citée dans le Dictionnaire de l'argot moderne de Rigaud (1881).
« Tête de boche » signifiait autrefois « tête de bois ». Bocho, en provençal (occitan bòcha), désigne une boule en bois. Le Dictionnaire de l’argot des typographes d’Eugène Boutmy (1883) comporte l’entrée Boche (tête de) avec la définition suivante : « s. f. Tête de bois. Ce terme est spécialement appliqué aux Belges et aux Allemands parce qu’ils comprennent assez difficilement, dit-on, les explications des metteurs en pages, soit à cause d’un manque de vivacité intellectuelle, soit à cause de la connaissance imparfaite qu’ils ont de la langue française et de leur impardonnable ignorance de l’argot typographique. »
Le mot est à rapprocher de bosch, « bois » en bas allemand et néerlandais : 's-Hertogenbosch (une ville des Pays-Bas) se traduit en français par Bois-le-Duc. Donc, tête de « bosch » = tête de bois, et l'expression vient peut-être des Allemands eux-mêmes qui l'auraient employée en 1870.
Dans les Pieds nickelés s’en vont en guerre, Louis Forton les fait abondamment parler des « Alboches ». Le mot « Alboche » se trouve à deux reprises dans les poèmes en contrerimes de Paul-Jean Toulet, publiés à titre posthume en 1921,.
Pour Robert Christophe, écrivain et officier détenu dans un Oflag durant la Seconde Guerre mondiale, le sobriquet provient d'une contraction et allitération de l'expression Wir sind alle Burschen (« Nous sommes tous des camarades »), prononcée par les troupes allemandes lors de la relève, à la suite d'un accord entre Bismarck et Thiers en 1871 menant à leur retrait de 36 des 43 départements français occupés durant la guerre de 1870. L'expression Alle Burschen devient « Albourches », puis « Albouches », « Alboches » et enfin « Boches » dans le parler des soldats français, puis de la population en général, et acquiert une connotation négative.
En Suisse romande, l'expression Suisse-Alboche n'est pas utilisée, les expressions suivantes sont communément utilisées mais n'ont pas de sens péjoratif mais plutôt distinctif (le fait de cibler une personne de langue allemande) : Staufifes, Staubirnes, Köbis, Totos, Bourbines. Exemple : « les Staufifes » ou « les Suisses-totos ».

## Usage
Le mot « Boche » commence à se répandre dans l'argot militaire à partir de la guerre franco-allemande de 1870. Il est surtout popularisé par les poilus dans les tranchées de la Grande Guerre, sans être systématiquement empreint d'animosité, avant de passer dans le langage commun.
Le terme semble avoir été inconnu dans la bonne société jusqu’à la Première Guerre mondiale puisqu’un Alsacien cultivé et francophile comme Charles Spindler peut écrire dans son journal à la date du 6 décembre 1914 : « Court et gros, l’œil spirituel et malicieux, le notaire offre le type de l’habitué de la Taverne. Il est plein d’anecdotes contre les Boches, car c’est, parait-il, le surnom qu’on donne maintenant en France aux Allemands. »
Les Boches (Allemands) habitent en Bochie (Allemagne) ou en sont originaires.
Il reste en usage durant la Seconde Guerre mondiale, mais il est alors concurrencé par d'autres expressions péjoratives à l'encontre des Allemands et plus particulièrement des nazis, comme « Fritz », « Chleuhs », « Fridolins », « Frisés », « Vert-de-gris », « Doryphores » et « Teutons ».

## Sources
- Gaston Esnault, Le Poilu tel qu'il se parle, 1919
- Arte, Karambolage : Les insultes, 19 octobre 2020 : https://www.arte.tv/fr/videos/091140-032-A/karambolage/
- Sur languefrançaise.net, argot du mot « allemand »